# Mitsuhiro Hidaka
Mitsuhiro Hidaka (日高光啓, Hidaka Mitsuhiro) est un chanteur né le 12 décembre 1986 à Chiba, au Japon. Il était le rappeur principal du groupe d'idoles japonais AAA. Danseur et acteur, il a aussi été membre du groupe japonais Mother Ninjas. Il maintenant plus connu sous le nom de SKY-HI pour sa carrière solo et la création de son label BMSG (Be MySelf Group),.

## Biographie
SKY-HI décide de devenir artiste alors qu'il n'est encore qu'au collège après avoir vu une prestation d'un musicien à la télévision. 
Mais ce n'est qu'en 2005 qu'il fait ses débuts en tant qu'artiste en devenant membre du groupe japonais d'idoles AAA (Attack All Around) dans lequel, il est auteur et interprète des parties rappées. En même temps, il prend le micro sous le nom de "SKY-HI" et commence les battle de rap underground.
En février 2013, il organise sa première tournée nationale « SKY-HI TOUR 2013 The 1st FLIGHT ». Il sort 1er album « TRICKSTER » en mars de l'année suivante : il devient un artiste à part entière.
En septembre 2020, lors de son émission "SKY-HI Jikka One Man -Family Homesession-"  diffusée en direct sur YouTube, il révèle la création de son propre label, BMSG dans le but de "ne pas tuer le talent" (若い才能を潰さない音楽業界に),.

## Discographie
Depuis les années 2010, SKY-HI a sorti plusieurs albums et plusieurs singles.

### Albums
- THE DEBUT, 2022
- Hachimenroppi, 2021
- JAPRISON, 2018
- OLIVE, 2017
- Catharis, 2016
- TRICKSTER, 2014

### Singles
- Stormyavec Nissy, 2024[5]
- Sarracenia / Salvia, 2023 (avec BE:FIRST)
- Me time / Tomorrow is another day, 2021
- Snatchaway / Diver's High, 2018
- Marble, 2017
- Silly Game, 2017
- Double Down, 2016
- Nanairo Holiday, 2016
- Chronograph, 2016
- Iris Light, 2016
- Seaside Bound, 2015
- Kamitsure Velvet, 2015
- Smile Drop, 2014
- Ai Bloom/Rule, 2013

### Singles digitaux
- HPY, 2024
- Dream Out Loud avec ØZI, 2023
- D.U.N.K., 2023
- Fly Without Wings, 2022
- Bare-Bare, 2022
- JUST BREATHE avec 3RACHA de Stray Kids, 2022
- Dive To World, 2021
- To The First, 2021
- LUCE, 2020
- Nanisama avec Tanaka, 2020
- Mr. Psycho, 2020
- Sky's The Limit, 2020
- Kamitsure Velvet, 2020
- Don't Worry Baby Be Happy avec Stamp, 2020[6]
- Soko ni Ita, 2020
- Chit-Chit-Chat, 2019
- New Verse -Remix- avec eill, 2019
- Enter The Dungeon, 2015
- Limo, 2015

## Récompenses
Il est le gagnant :
- du "WOOFIN' AWARD 2012" dans la catégorie Best of Rapper
- des  MTV VMAJ 2014 pour la meilleure vidéo hip hop : "Love Bloom"
- des MTV VMAJ 2018 pour la meilleure vidéo hip hop :  "Marble"

## Filmographie

### Dramas
Mitsuhiro Hidaka a participé, en tant qu'acteur, au drama Mirai Seiki Shakespeare, sorti en 2008.